# Kelmis (Kelmis)
Kelmis ist eine Ortschaft im Norden der Deutschsprachigen Gemeinschaft Belgiens, die Hauptort der Gemeinde Kelmis ist; die weiteren Ortsteile der Gemeinde Kelmis sind Hergenrath und Neu-Moresnet. Zum 31. Dezember 2013 wohnten 5804 Menschen in der Ortschaft Kelmis.

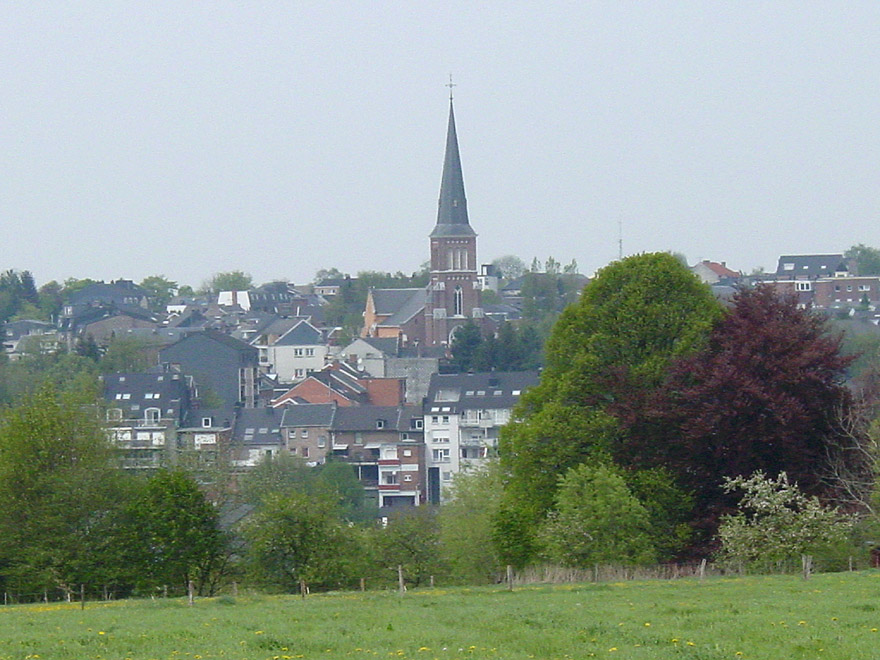
Blick auf Kelmis

## Geografie
Im Westen grenzt die Ortschaft Kelmis an die französischsprachige Gemeinde Bleyberg (Plombières), im Süden und Osten an die ebenfalls zur Gemeinde Kelmis gehörende Ortschaft Neu-Moresnet. Im Norden ist die niederländische Gemeinde Vaals direkter Nachbar.

## Geschichte

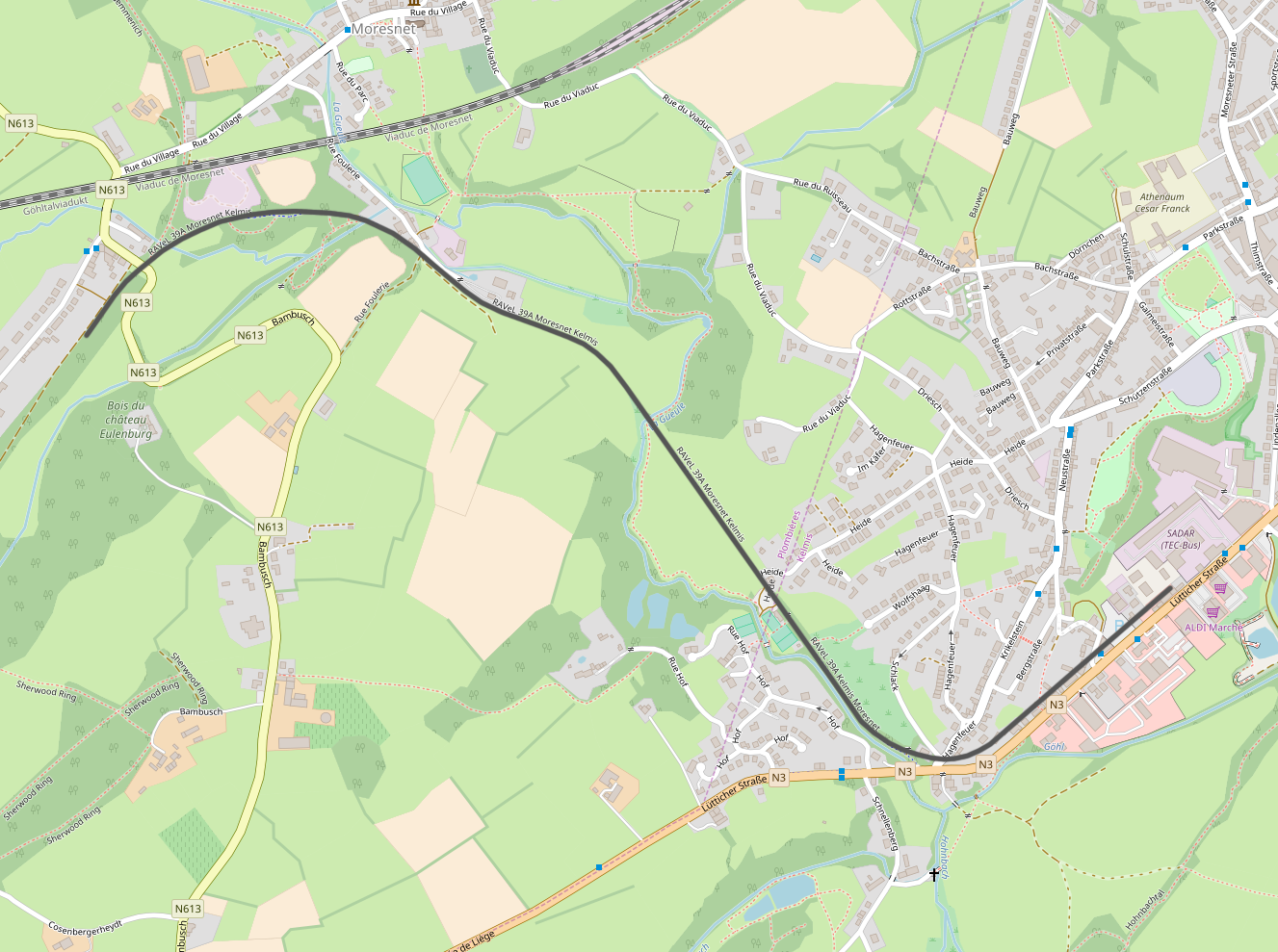
Stichstrecke Moresnet–Kelmis (Linie 39 A)

Der Ortsname leitet sich von dem Erz Galmei (an dieser Lagerstätte überwiegend silikatisches Galmei, d. h. Kieselzinkerz) ab, das in dieser Gegend als Kelms oder Kelmes bekannt ist und bereits im frühen Mittelalter dort abgebaut wurde. Bis 1920 hieß der Ort Neutral-Moresnet.
Kelmis wird bisweilen auch als „Altenberg“ bezeichnet; dieser Name geht aber eigentlich auf den im heutigen Kelmis gelegenen „Alten Berg“ zurück, dessen Galmeigruben bereits im Mittelalter von den fränkischen Karolingern ausgebeutet wurden. Bekannt wurde der Name später vor allem durch die 1837 vom Pariser Bankier Brüsseler Abstammung François-Dominique Mosselman (1754–1840) gegründete „Société Anonyme des Mines et Fonderies de Zinc de la Vieille-Montagne“ (deutsch: „Aktiengesellschaft der Zinkminen- und Gießereien vom Alten Berg“). Die kurz als „Vieille Montagne“ bezeichnete Gesellschaft förderte in der Blütezeit allein aus der Grube Altenberg rund 135.000 Tonnen Haufwerk und insgesamt rund 30.000 Tonnen Roherz pro Jahr.
Verzinkte Gegenstände waren damals eine Innovation.
Galmei wurde bis 1805 ausschließlich zur Messingfabrikation (sogenanntes gelbes oder goldiges Kupfer) verwendet und den Kupferschlägern der Maasstädte Dinant und Namur sowie in den nahen Aachener Industrieraum bzw. nach Stolberg die heute auch den Namen Kupferstadt trägt, geliefert. Seit dem 15. Jahrhundert bestand ein bedeutender Galmeifernhandel nach Nürnberg und später nach Schweden und Lothringen. Die Gesellschaft „Vieille Montagne“ gründete das heutige Kelmis; hier leben Nachfahren der damaligen Angestellten und Arbeiter des Bergwerkes.
Das Gebiet der Ortschaft Kelmis war zwischen 1816 und 1919 staatlich halb-unabhängig als Neutral-Moresnet, denn das Königreich Preußen sowie das Königreich der Vereinigten Niederlande (zu dem bis 1830 noch das heutige Belgien gehörte) konnten sich nach dem Wiener Kongress wegen des Tagebaues Vieille montagne nicht einigen, wer das Gebiet verwalten sollte. Dieser Zustand endete 1914 de facto mit dem Einmarsch der deutschen Truppen.
Am 18. Mai 1952 wurde der 2,9 Kilometer lange Eisenbahnabschnitt Moresnet–Kelmis (Linie 39 A) der Bahnstrecke Welkenraedt–Montzen für den Personen- und Güterverkehr stillgelegt und ab 1956 abgebaut.

## Tourismus
Im September 2018 wurde das Museum Vieille Montagne im ehemaligen Direktionsgebäude Vieille-Montagne eröffnet, welches nach mehrjähriger Vorbereitungsarbeit das bisherige „Göhltalmuseum“ ersetzt. In diesem Museum ist sowohl die bis ins Mittelalter zurückreichende Geschichte des Zinkabbaus in Kelmis als auch die Geschichte des neutralen Gebietes ausführlich dokumentiert.

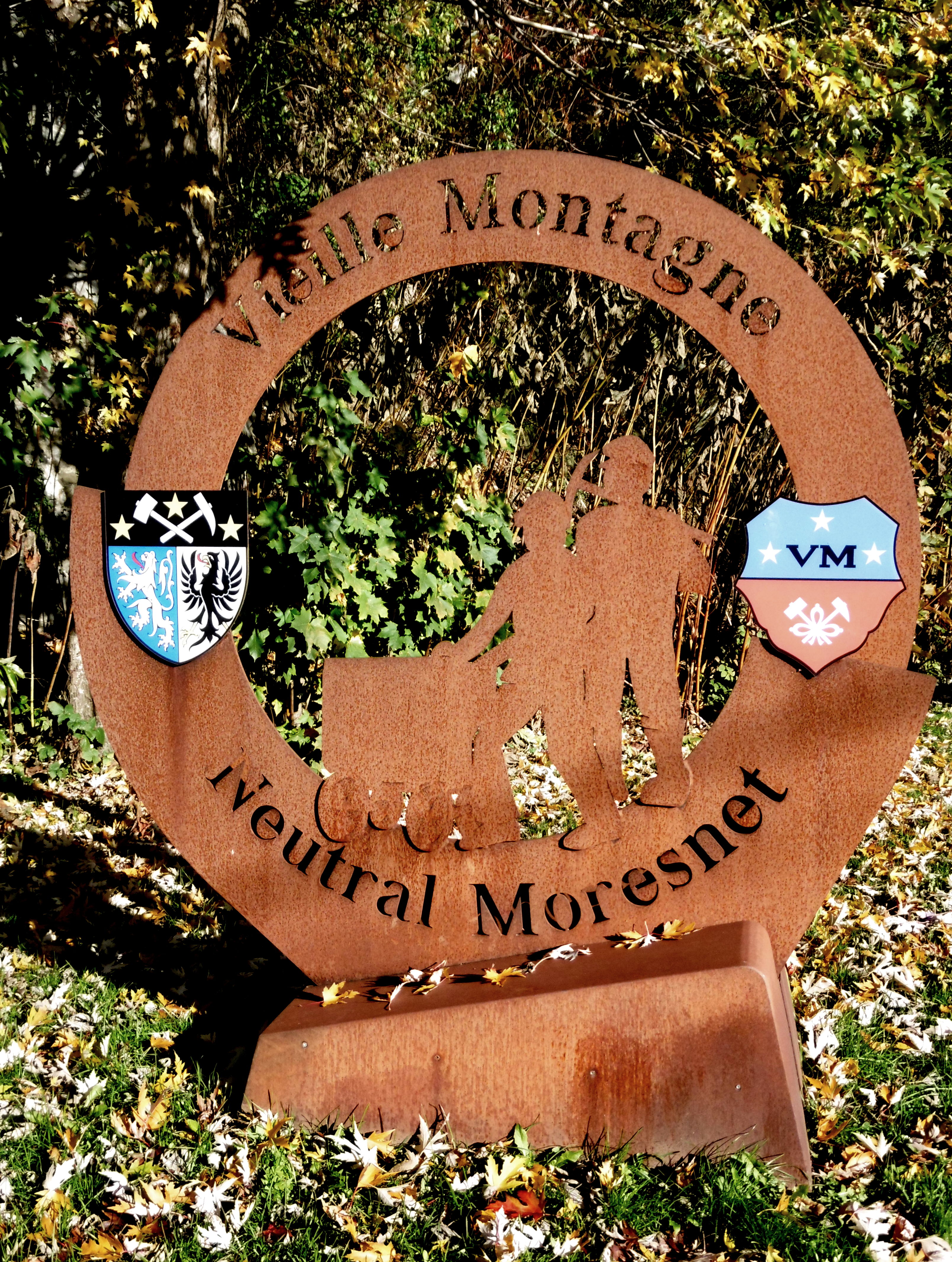
Ortsemblem
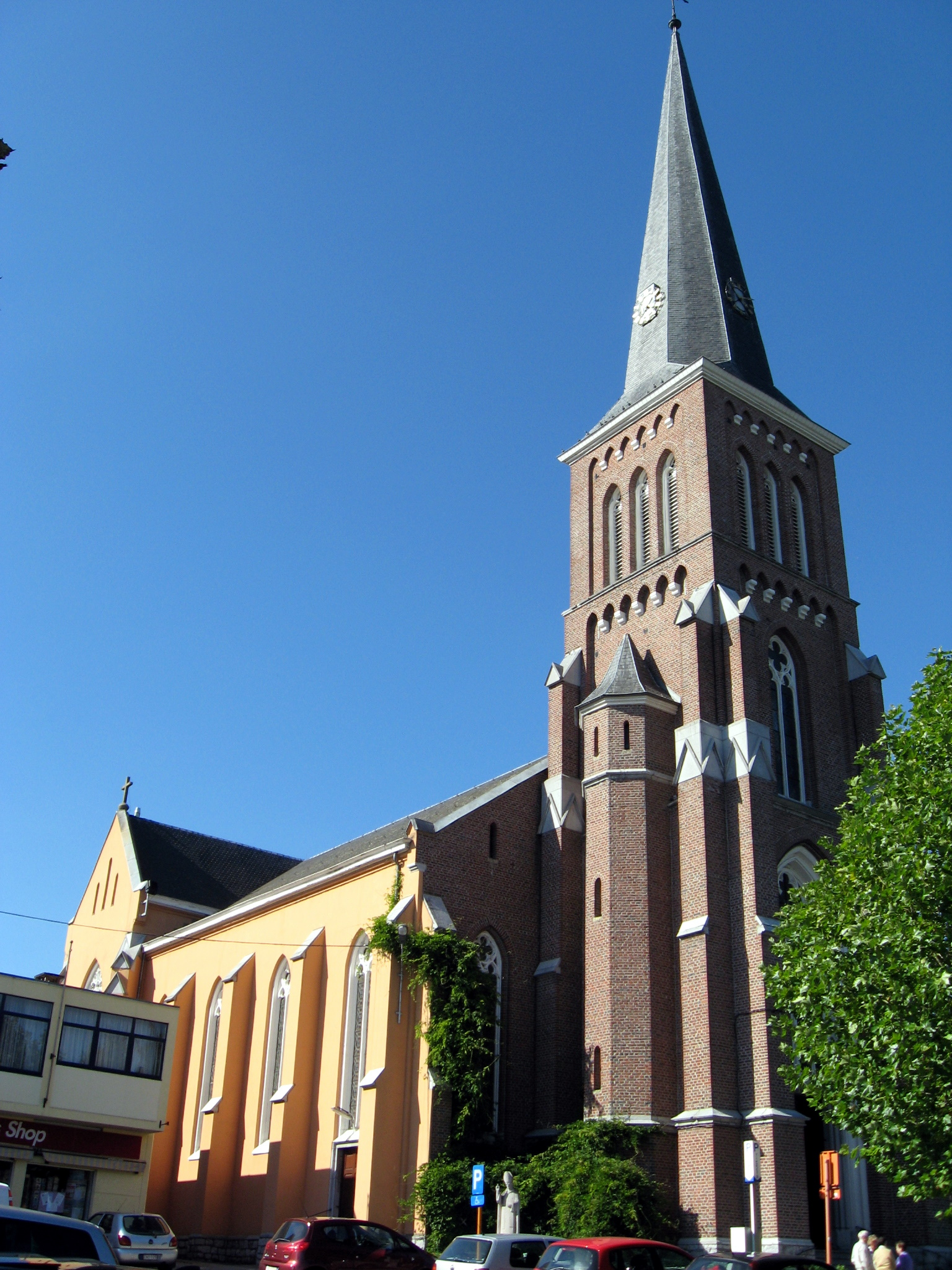
St. Mariae Himmelfahrt
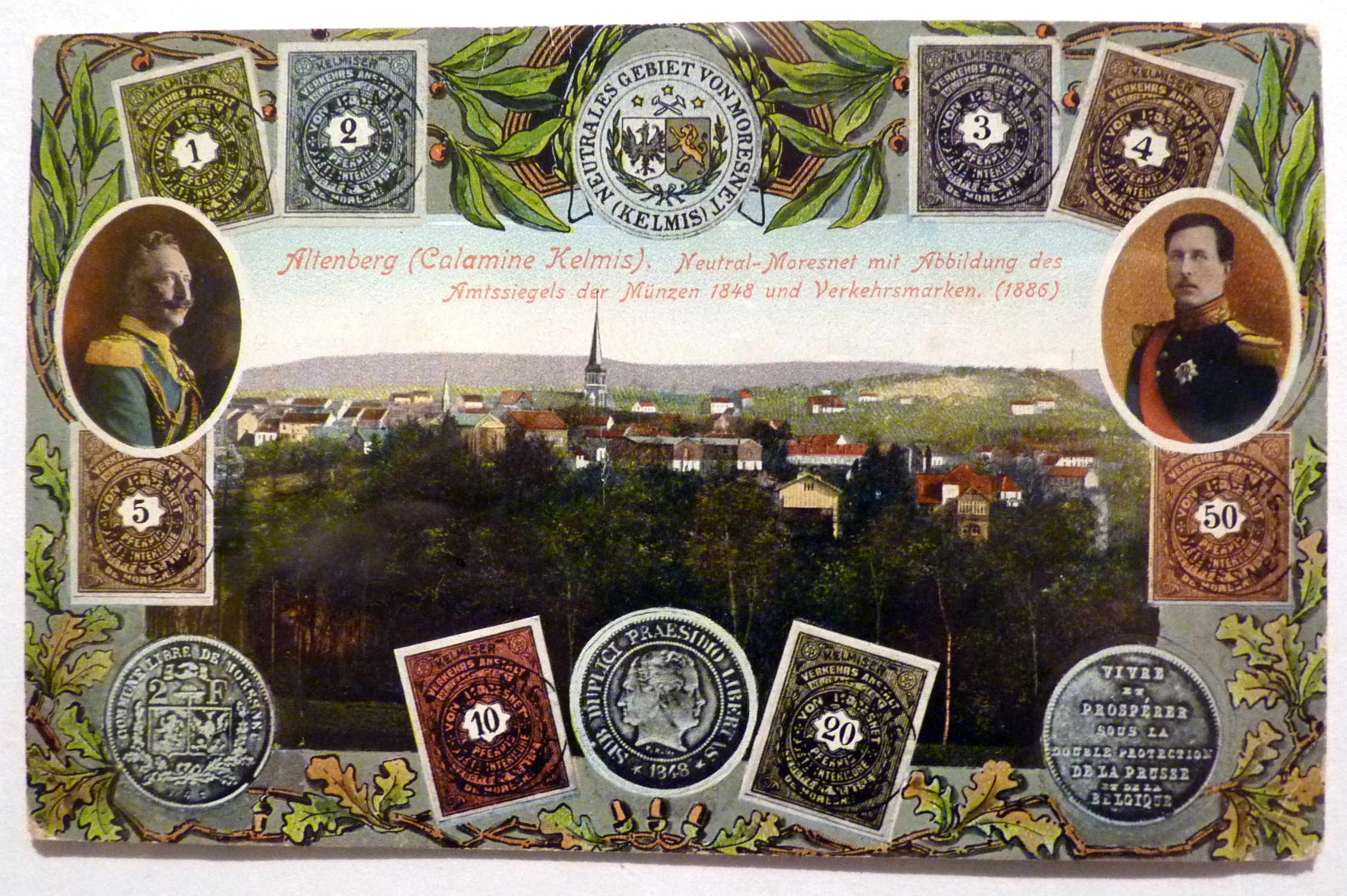
Ansichtskarte von Neutral-Moresnet, um 1900
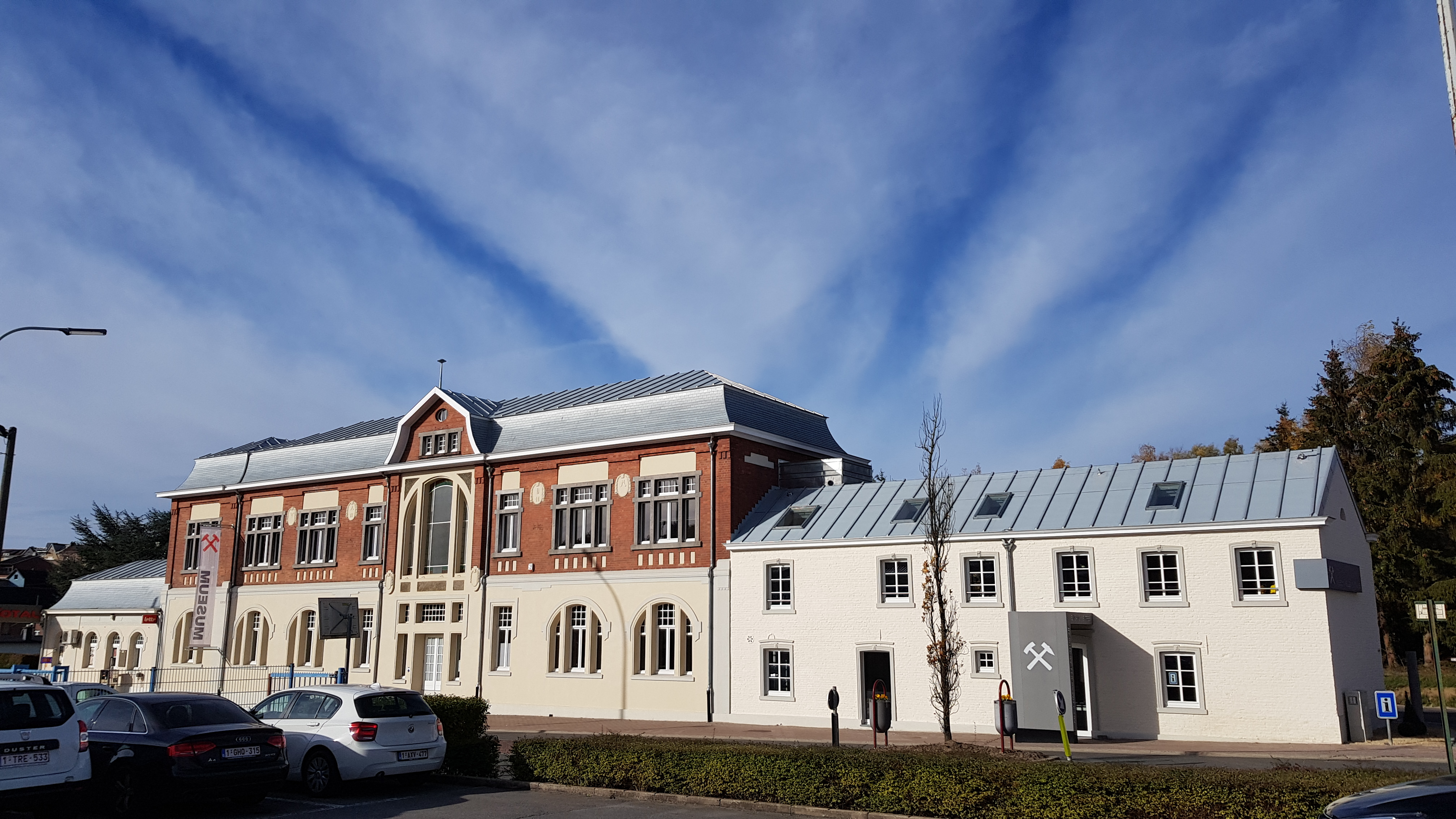
Ehemaliges Direktionsgebäude der Vieille Montagne und heutiger Sitz des Museums
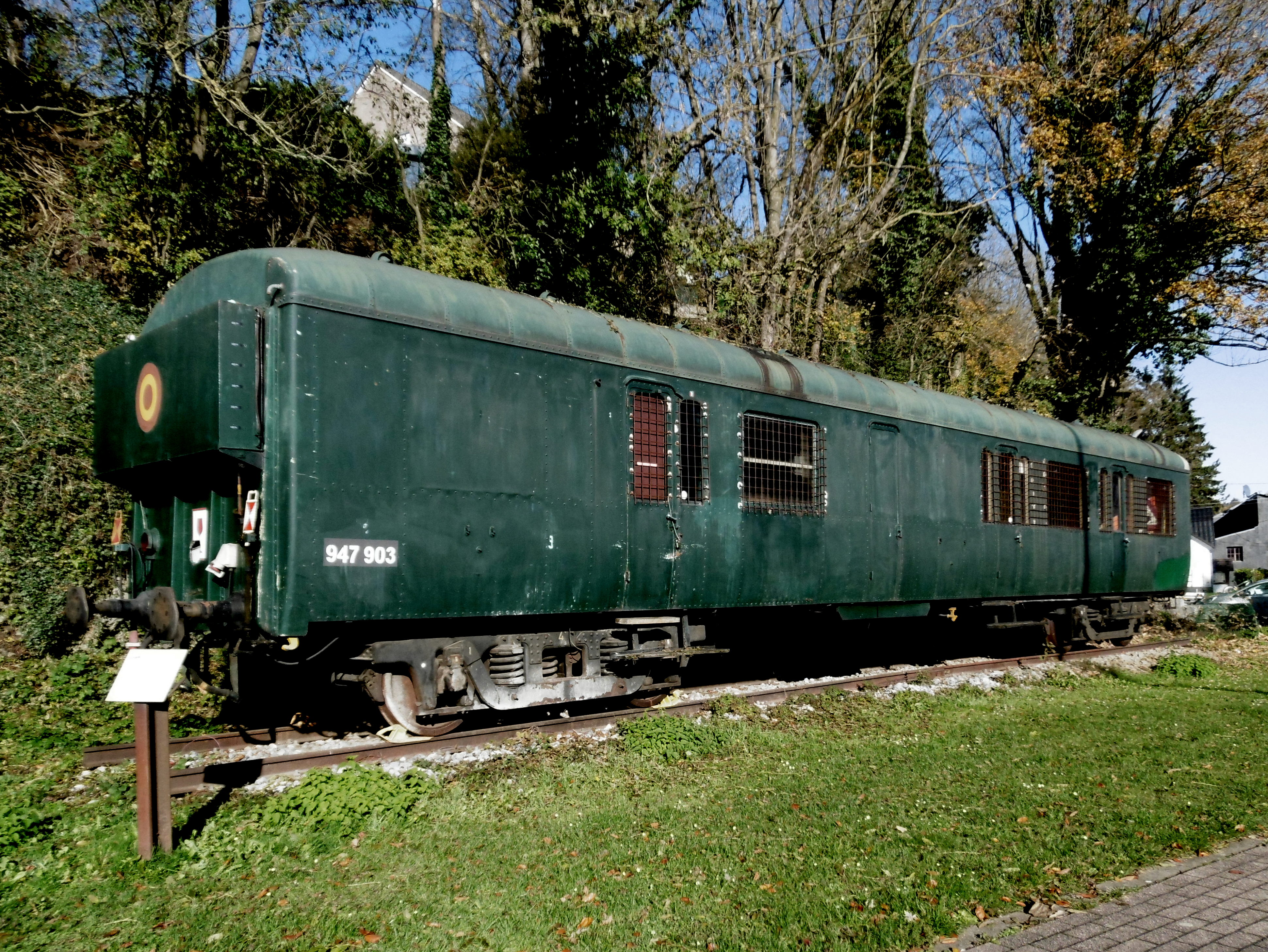
Modellwagen der historischen Eisenbahn der Vieille Montagne auf der Ligne 39 A

## Sport
In Kelmis gibt es zwei Fußballvereine, die dem nationalen belgischen Fußballverband angeschlossen sind. Der 1923 gegründete RFC Union Kelmis spielt derzeit in der 3. Division B (3. Liga auf nationalem Niveau). Der RFCU ist damit nach der KAS Eupen der zweitranghöchste Fußballverein aus der Deutschsprachigen Gemeinschaft Belgiens. Zur Saison 2014/15 wird mit dem Sporting Club Kelmis ein neu gegründeter Verein in der 4. Provinzklasse D an den Start gehen. Der Sporting Club wird die Infrastruktur des RFCU nutzen, die allerdings in Neu-Moresnet liegt.

## Personen
- Willy Schyns (1923–2001), Mitglied des nationalen Parlaments sowie Staatssekretär und von 1965 bis 1985 Bürgermeister der Gemeinde Kelmis
- Gottfried John (1942–2014), deutscher Schauspieler, wohnte bis 2008 in Kelmis.[6]
- Mathieu Grosch (* 1950), Mitglied des Europäischen Parlaments und von 1991 bis Dezember 2012 Bürgermeister der Gemeinde Kelmis
- Rolf Schnier (* 1960), Skatclub „ohne 11 La Calamine“, Skatweltmeister 2016 in Las Vegas und Vizeweltmeister mit der belgischen Mannschaft